# Стакато
Стака́то (італ. staccato — уривчастий, відокремлений) — уривчасте, коротке виконання звуків голосом або на музичних інструментах, один з основних прийомів звуковидобування, протилежний легато. Позначається словом staccato або точками над чи під нотами у їх голівок.

## Стакато на різних інструментах

#### Клавішні інструменти
У разі клавішних інструментів стакато виконується швидким натисненням клавіші й негайним зняттям пальця з клавіатури. Фредерік Шопен радив піаністам-початківцям «починати вправи з прийому легкого стакато, що оберігає всі частини рук, і перш за все зап'ястя, від скутості. Потім учні Шопена переходили до гри портаменто, неповного легато і, нарешті, до легатіссімо …»

#### Струнні щипкові
У грі на щипкових струнних, наприклад гітарі або арфі, стакато виконується глушінням струни негайно після її защипування. Глушіння струн може виконуватися пальцями або медіатором, в залежності від прийому гри. Існує і такий прийом, як значним послабленням тиску пальців лівої руки, що притискують струни до ладів, без зняття цих пальців зі струн.

### Струнні-смичкові
Стакато при грі на струнних інструментах — уривчастий рух смичка з зупинкою; має ряд різновидів — saltando, sautillé та ін.
- Звичайне стакато — «без справжніх пауз, за допомогою однієї артикуляції, що досягається за допомогою зміни штриха (звичайний вид стакато [non legato], особливо використовуваний в оркестровій грі та вживаний у разі відсутності дуг і точок);»[4] За артикуляцією стакато виконується по-різному. Наприклад, на скрипці стакато виконували:[5]
  - Йоахім — тільки кістю;
  - В'єтан — кістю і передпліччям;
  - Венявський — тільки плечем.
- Велике стакато — «уривчасто притискаючи та відпускаючи струну при постійно мінливому штриху (grand détaché);»[4]
- Летюче стакато або staccato volant (saltato, sautillé). При грі смичок підскакує, відриваючись від струн. Виконується кістю.[4]
  - Виконання: послабити тиск пальців на смичок, продовжуючи той же рух кістю, який вживається для коротких штрихів detache.
  - Принцип дії:
    -  — Смичок продовжує рух по струні;
    -  — Смичок, втративши фіксацію пальців, здійснює початковий обертальний рух навколо пальців і струни продавлюючи її;
    -  — Сила тиску струни на волосся смичка зростає, виробляючи різкий звук;
    -  — Струна відштовхує смичок від себе.

  - Помилки:
    -  — Виконання різких рухів (перешкоджають обвідному руху смичка по струні й подальшому його відштовхуванню);
    -  — Збільшення тиску на смичок (перешкоджає відскоку або виникають некеровані стрибки).
- Спікато (італ. spiccato — відривати, відокремлювати) — стрибучий штрих, що виконується кидком в сторону
- Сотіє (фр. sautill'e — що підстрибує) — стрибучий штрих, що виконується дрібними рухами тільки однією точкою смичка (поблизу його середини) у швидкому темпі та при невеликій силі звучання.[6]
- Стакато піке (фр. Staccado piqué — відривчастий) — стрибучий штрих. Виконується за допомогою ледве помітних рухів кістю на триваючому смичковому штриху — справжнє віртуозне стакато. Позначається рядом точками під дугою[4][7].

### Духові
Для виконання стакато на духовому інструменті використовується язик для різкого переривання струменя повітря. Зазвичай використовують кілька повторень:
- Подвійне стакато;
- Потрійне стакато.